# Yusef av Marocko
Yusef av Marocko, född 1882, död 1927, var regerande sultan av Marocko mellan 1912 och 1927. 

## Utmärkelser
- Storkors av Kronorden
- Storkorset av Isabella den katolskas orden
- Riddare med storkors av Sankt Mikaels och Sankt Georgsorden

[Redigera Wikidata]